# Eesti meistrid 1930
L'Eesti meistrid 1930 è stato il decimo campionato estone di calcio. Solo quattro squadre parteciparono (tre da Tallinn e una da Narva). Tutte le partite si svolsero a Tallinn e ogni squadra giocò contro l'altra tre volte. L'ESS Kalev Tallinn vinse il suo secondo titolo. Non vi furono retrocessioni.

## Classifica finale
| Pos | Club                     | G | V | N | P | GF | GS | DR  | Punti |
| --- | ------------------------ | - | - | - | - | -- | -- | --- | ----- |
| 1   | ESS Kalev Tallinn        | 3 | 2 | 1 | 0 | 13 | 1  | 12  | 5     |
| 2   | VS Sport Tallinn         | 3 | 2 | 1 | 0 | 9  | 1  | 8   | 5     |
| 3   | Tallinna Jalgpalli Klubi | 3 | 1 | 0 | 2 | 7  | 6  | 1   | 2     |
| 4   | KS Võitleja Narva        | 3 | 0 | 0 | 3 | 2  | 23 | –21 | 0     |

G = Partite giocate; V = Vittorie; N = Nulle/Pareggi; P = Perse; GF = Goal fatti; GS = Goal subiti; DR = differenza reti; 

## Classifica marcatori
| Pos | Nome                         | Club              | Gol |
| --- | ---------------------------- | ----------------- | --- |
| 1   | Valter Biiber                | VS Sport Tallinn  | 5   |
| 3   | Aleksander Gerassimov-Kalvet | ESS Kalev Tallinn | 4   |
| 3   | Erich Jõers                  | ESS Kalev Tallinn | 4   |
| 3   | Theodor Strandberg           | ESS Kalev Tallinn | 4   |